# Polska Klasyfikacja Wyrobów i Usług
Polska Klasyfikacja Wyrobów i Usług (PKWiU) – pierwsza polska klasyfikacja produktów znajdujących się w polskim obiegu gospodarczym.
Pod pojęciem produktów rozumie się wyroby i usługi. Wyroby to surowce, półfabrykaty, wyroby finalne oraz zespoły i części – wszystko, co znajduje się w obrocie. Usługi natomiast, to wszelkie czynności świadczone na rzecz jednostek gospodarczych i ludności, zarówno na potrzeby produkcji, jak i konsumpcji (indywidualnej, zbiorowej i ogólnospołecznej).
PKWiU opracowana została głównie dla potrzeb statystyki oraz ewidencji źródłowej i stanowi podstawę do:
- opracowania nomenklatur pochodnych wyrobów i usług stanowiących wykazy grupowań wyrobów względnie usług wybranych z PKWiU i służących celom sprawozdawczości w zakresie produkcji, zbytu, obrotu towarowego, zapasów, transportu itp.,
- organizacji ewidencji źródłowej podmiotów gospodarczych w postaci indeksów materiałowych, towarowych itp. urządzeń ewidencyjnych.

PKWiU jest integralnie związana z klasyfikacjami międzynarodowymi, jest z nimi zharmonizowana, powiązana pojęciowo, zakresowo i kodowo. Struktura klasyfikacji oparta jest na Klasyfikacji Działalności Unii Europejskiej (NACE), Klasyfikacji Produktów według Działalności (CPA) i Liście Produktów (PRODCOM).

## PKWiU 1997
Klasyfikacja została wprowadzona rozporządzeniem Rady Ministrów z dnia 18 marca 1997 r. w sprawie Polskiej Klasyfikacji Wyrobów i Usług (PKWiU), do stosowania z dniem 1 lipca 1997 r. Obowiązującą do tej pory klasyfikację SWW, pozostawiono dla celów podatkowych (głównie podatku VAT) jeszcze do końca 2002 roku.

### Budowa
| A – sekcja |                                       |
|            |                                       |
|            | xx – dział                            |
|            | xx.x – grupa                          |
|            | xx.xx – klasa                         |
|            | xx.xx.x – kategoria                   |
|            | xx.xx.xx – podkategoria               |
|            | xx.xx.xx – xx – pozycja               |
|            | xx.xx.xx – xx.x – dziewięciocyfrówka  |
|            | xx.xx.xx – xx.xx – dziesięciocyfrówka |

### Nowelizacje
Pierwsza nowelizacja PKWiU nastąpiła w roku 1999, a następna w roku 2001. Zmiany z 1999, jak i 2001 roku głównie obejmowały uproszczenie klasyfikacji przez likwidacje nadmiernie rozbudowanych działów. Od 1 stycznia 2003 roku, PKWiU zaczęło obowiązywać dla celów podatkowych. W styczniu 2002 roku zostało opublikowane zestawienie PKWiU, obejmujące wszystkie dotychczasowe zmiany.
PKWiU 1997 obowiązuje obecnie tylko do celów podatkowych. Przez kolejne rozporządzenia (2005, 2006, 2007, 2009) czas obowiązywania klasyfikacji przedłużono do 31 grudnia 2010 roku.

## PKWiU 2004
6 kwietnia 2004 została opublikowana nowa klasyfikacja PKWiU. Budowa nowej klasyfikacji nie różni się od poprzedniej. Nastąpiło jednak dalsze jej uproszczenie oraz zmieniło się podejście do niektórych grup asortymentów.
Z dniem 1 stycznia 2010 PKWiU 2004 zostało całkowicie zastąpione przez PKWiU 2008 (po roku równoległego stosowania).

## PKWiU 2008
Od 1 stycznia 2009 obowiązuje klasyfikacja PKWiU 2008. Rozporządzenie Rady Ministrów wprowadzając nową klasyfikację do stosowania w statystyce, ewidencji i dokumentacji oraz rachunkowości, a także w urzędowych rejestrach i systemach informacyjnych administracji publicznej, pozostawiło jednocześnie PKWiU 1997 – do celów podatkowych.

### Budowa
| A – sekcja |                         |
|            | xx – dział              |
|            | xx.x – grupa            |
|            | xx.xx – klasa           |
|            | xx.xx.x – kategoria     |
|            | xx.xx.xx – podkategoria |
|            | xx.xx.xx.x – pozycja    |

## Aktualny stan prawny
Od 1 stycznia 2016 obowiązuje klasyfikacja PKWiU 2015. Przeznaczona jest do stosowania w statystyce, ewidencji i dokumentacji oraz rachunkowości, a także w sprawach podatkowych (w tym w sprawach podatku od towarów i usług VAT), w urzędowych rejestrach czy w systemach informacyjnych administracji publicznej.